# Zaim
Zaim war ein deutsches Volumenmaß für Kohlen und war auf die Nassauische Region begrenzt.
- 1 Zaim = 4 Rispen
- 15 Zaim = 1 Fuder